# Ла-Шапель-Балу
Ла-Шапе́ль-Балу́ (фр. La Chapelle-Baloue, окс. La Chapèle) — коммуна во Франции, находится в регионе Лимузен. Департамент коммуны — Крёз. Входит в состав кантона Дён-ле-Палестель. Округ коммуны — Гере.
Код INSEE коммуны — 23050.

## Население
Население коммуны на 2010 год составляло 130 человек.
| 1962 | 1968 | 1975 | 1982 | 1990 | 1999 | 2010 |
| ---- | ---- | ---- | ---- | ---- | ---- | ---- |
| 292  | 264  | 228  | 197  | 151  | 143  | 130  |

## Экономика
В 2010 году среди 73 человек трудоспособного возраста (15—64 лет) 57 были экономически активными, 16 — неактивными (показатель активности — 78,1 %, в 1999 году было 74,7 %). Из 57 активных жителей работали 51 человек (30 мужчин и 21 женщина), безработных было 6 (2 мужчин и 4 женщины). Среди 16 неактивных 2 человека были учениками или студентами, 11 — пенсионерами, 3 были неактивными по другим причинам.